# P5+1

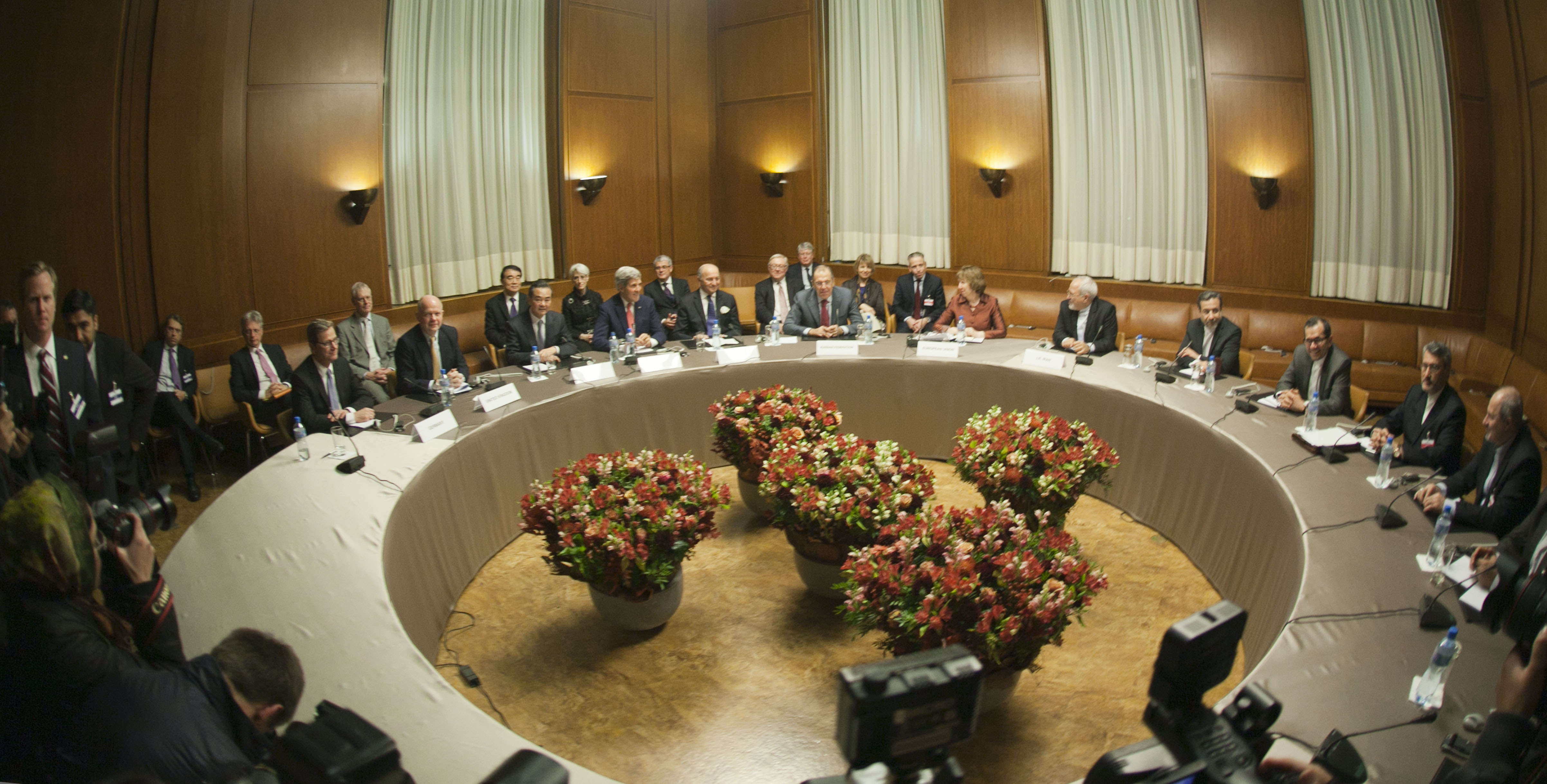
Catherine Ashton, P5 +1 y ministros de Relaciones Exteriores de Irán en las negociaciones de Ginebra 2013.

El P5 +1 es un grupo de seis potencias mundiales, que en 2006 se unieron a los esfuerzos diplomáticos con Irán respecto a su programa nuclear. El término se refiere a la P5 o cinco miembros permanentes del Consejo de Seguridad de la ONU, a saber, Estados Unidos, Rusia, China, Reino Unido y Francia, además de Alemania. P5+1 se refiere a menudo como la E3+3 (o E3/UE 3) por los países europeos.
Se esperaba que Italia fuera parte del grupo, pero el primer ministro Silvio Berlusconi declinó la oferta debido a los lazos económicos del país con Irán. El siguiente Gobierno, encabezado por Romano Prodi, cambió la posición de la administración anterior y el ministro de relaciones exteriores Massimo D'Alema participó en las reuniones entre 2006 y 2007, cuando el grupo era conocido como P5 + 2. Cuando Berlusconi volvió al poder en 2008 Italia dejó el grupo por segunda vez. En 2014, a petición del primer ministro italiano Matteo Renzi, la canciller europea Federica Mogherini fue nombrada Alta Representante de la UE para tener una representación informal de Italia en el grupo a medida que las negociaciones se acercaban a una conclusión y la elaboración del Plan de Acción Integral Conjunto.
El 15 de julio de 2015, el grupo alcanza un histórico acuerdo nuclear con Irán pactando 
un documento que recoge la eliminación de las sanciones internacionales que pesan sobre el país islámico, por lo que saldrá de las listas de países sancionados por las Naciones Unidas. A cambio, Irán no podrá acceder a la bomba atómica.